# Черен бюлбюл
Черен бюлбюл (Hypsipetes leucocephalus) е вид птица от семейство Pycnonotidae. Видът е незастрашен от изчезване.

## Разпространение
Разпространен е в Афганистан, Бангладеш, Бутан, Камбоджа, Китай, Хонконг, Индия, Лаос, Мианмар, Непал, Пакистан, Шри Ланка, Тайван, Тайланд и Виетнам.